# Krautmaart

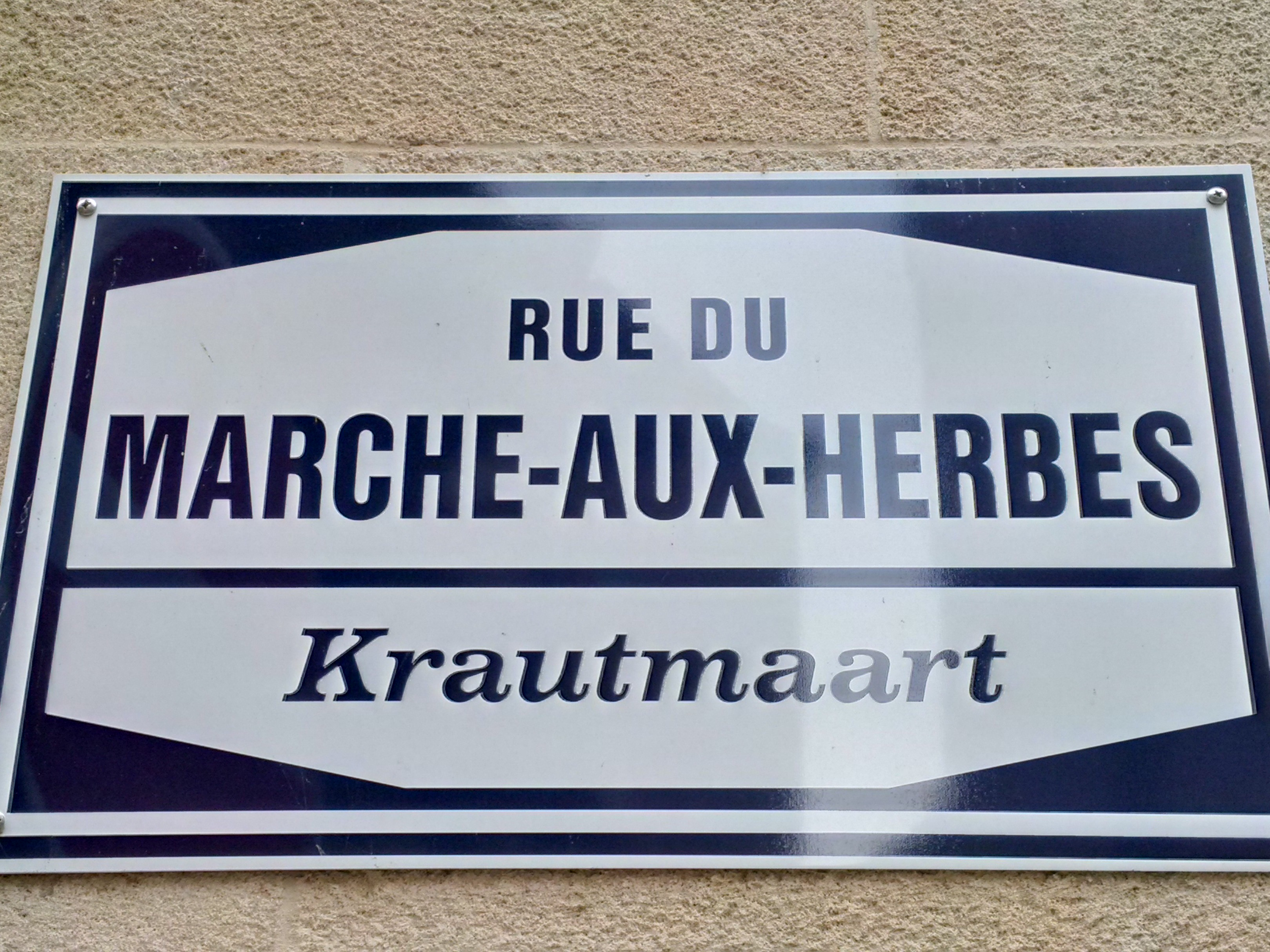
Placa del carrer

El Krautmaart (en francès: rue du Marché aux Herbes) és un carrer ample de forma irregular de la ciutat de Luxemburg, al sud de Luxemburg. Està situada a Ville Haute, el cor històric de la ciutat. Es troba a l'est de la Plaça de Guillem II i té una longitud d'uns 210 metres.
Com a conseqüència que l'edifici de la Cambra de Diputats estigui situat a Krautmaart, el nom de «Krautmaart» s'utilitza com una metonímia de la legislatura de Luxemburg. Malgrat això, és l'edifici contigu del Palau Gran Ducal el que domina el carrer de Krautmaart.